# Antoni Sosnowski (duchowny)
Antoni Sosnowski (ur. 7 stycznia?/18 stycznia 1775 w Kleszczelach, zm. 20 lutego?/3 marca 1852 tamże) – duchowny unicki, a następnie prawosławny pochodzenia ruskiego.

## Życiorys

### Pochodzenie i edukacja
Pochodził z ruskiej rodziny szlacheckiej z Kijowszczyzny, która przeniosła się na Podlasie w połowie XVIII w. Wówczas dziad Antoniego Jan, również duchowny unicki, objął parafię św. Mikołaja w Kleszczelach. Kapłanem był również ojciec Antoniego, Jerzy Sosnowski, który w 1772 r. objął parafię św. Mikołaja po śmierci ojca. Antoni Sosnowski urodził się trzy lata później z małżeństwa Jerzego z Apolonią z Kujawskich. Jego pierwszym językiem był polski.
Edukację podstawową odebrał w szkole prowadzonej w Kleszczelach przez kupieckie bractwo św. Mikołaja, które opiekowało się również parafią i cerkwią pod tym wezwaniem. Po jej ukończeniu kontynuował naukę w szkole w Bielsku Podlaskim, gdzie nauczył się podstaw prawa, retoryki, łaciny i matematyki. Następnie wrócił do Kleszczel i wspierał ojca przy prowadzeniu szkoły, której sam był absolwentem. W latach 1794–1797 uczył się w szkole duchownej w Supraślu. W 1797 r. ożenił się z Julianną Dybowską. Początkowo nie zamierzał wstępować do stanu duchownego i uzyskał nawet zgodę na to, by po szkole duchownej pozostać w stanie świeckim. Ostatecznie jednak 25 marca 1800 r. przyjął święcenia kapłańskie z rąk biskupa supraskiego Teodozego Wisłockiego i został skierowany do parafii w Kleszczelach jako jej wikariusz. Pięć lat później, po śmierci ojca, przejął po nim kierownictwo tej placówki.

### Duchowny unicki
Antoni Sosnowski otrzymał również miejsce w kapitule supraskiej, a dwa lata później, gdy diecezja supraska została zlikwidowana, został kanonikiem brzeskim. W 1808 r. został również dziekanem dekanatu drohiczyńskiego diecezji włodzimiersko-brzeskiej. Od 1816 r. nadzorował osiem szkół parafialnych, które sam założył na terenie kleszczelowskiej placówki duszpasterskiej. Nauczano w nich języków cerkiewnosłowiańskiego, polskiego, rosyjskiego, arytmetyki, elementów śpiewu cerkiewnego oraz podstaw rolnictwa i sadownictwa (co było ewenementem w diecezji). W 1819 r., po pomyślnym złożeniu egzaminu na wydziale teologicznym Uniwersytetu Wileńskiego, otrzymał tytuł egzaminatora teologii. Od 1822 do 1825 r. był zastępcą przewodniczącego konsystorza brzeskiego (wiceoficjałem), następnie, po kolejnej zmianie granic unickich diecezji w Rosji, w latach 1825–1828 przewodniczył konsystorzowi metropolitalnej diecezji unickiej.
Antoni Sosnowski nie pozostawał w dobrych stosunkach z unickim metropolitą Jozafatem Bułhakiem, co miało związek z narastającym konfliktem między zakonem bazylianów a białym duchowieństwem diecezji metropolitalnej. Antoni Sosnowski bez powodzenia starał się o poprawę sytuacji materialnej białych duchownych i zapewnienie mu lepszego niż do tej pory wykształcenia; orientował się bowiem, jak bardzo poziom tego wykształcenia odbiegał od edukacji, jaką odbierali duchowni rzymskokatoliccy. Problemowi temu poświęcił opracowanie O środkach podniesienia edukacji kleru świeckiego, który przesłał do grecko-unickiego Kolegium Duchownego. W tekście zarzucał bazylianom nieudolne zarządzanie funduszami kościelnymi i złe metody nauczania w szkołach duchownych. Postulował otwieranie szkół parafialnych przy każdej placówce duszpasterskiej i prowadzenie ich przez unickich duchownych parafialnych, a nie przez bazylianów. W latach, gdy przewodniczył konsystorzowi metropolitalnemu w Wilnie, zajmował się przede wszystkim porządkowaniem zaległych spraw administracyjnych. Jego spór z bazylianami jeszcze się wówczas zaostrzył. Duchowny postulował bowiem utworzenie nowego unickiego seminarium duchownego w bazyliańskim klasztorze w Wilnie, ale niezależnego od zakonu. Uważał, że w takich warunkach przyszli duchowni mogliby poznawać obrządek bizantyjski (grecko-wschodni), a nie ulegać latynizacji w czasie nauki w Głównym Seminarium.
Po utworzeniu unickiej diecezji litewskiej z Józefem Siemaszką na czele ks. Antoni Sosnowski krótko pozostawał proboszczem cerkwi św. Mikołaja w Wilnie i wykładowcą Seminarium Głównego. Nie zaproponowano mu jednak wejścia do konsystorza nowej administratury ani nie doceniono jego wcześniejszego zaangażowania w reformy w Kościele, chociaż program zmian proponowanych przez nowego biskupa był w wielu punktach zbliżony. Było to dla duchownego dużym rozczarowaniem, które zbiegło się dodatkowo w czasie z tragedią prywatną – przedwczesną śmiercią syna Platona, jedynego, który podobnie jak ojciec został duchownym. W grudniu 1828 r. duchowny na własne życzenie odszedł z Głównego Seminarium. Jego dotychczasowa działalność została nagrodzona złotym krzyżem, honorowym tytułem protoprezbitera soborowego i związaną z nim pensją 150 rubli srebrem rocznie. Pozostał dziekanem drohiczyńskim do 1834 r..
Duchowny władał językiem cerkiewnosłowiańskim (co było rzadkością wśród silnie spolonizowanych podlaskich duchownych unickich w I połowie XIX w.) i był zwolennikiem utrzymywania przez Kościół unicki obrządku wschodniego bez wpływów łacińskich. Znał także język ruski, co umożliwiało mu studiowanie zabytków piśmiennictwa ruskiego i aktów prawnych Wielkiego Księstwa Litewskiego. Interesował się również bullami papieskimi. Doskonale znał literaturę polską.

### Wobec kampanii delatynizacyjnej i przejścia na prawosławie
Antoni Sosnowski zaakceptował prowadzone od 1834 r. przez konsystorz litewski pod kierunkiem Józefa Siemaszki działania eliminujące z unickich cerkwi elementy wyposażenia oraz obyczaje liturgiczne pochodzenia łacińskiego. Stanowiły one realizację postulatów, które sam wysuwał kilka lat wcześniej. Pozytywnie odniósł się również do wprowadzenia do unickich parafii prawosławnych ksiąg liturgicznych drukowanych w Petersburgu. Sam zakupował dla cerkwi w Kleszczelach utensylia liturgiczne typowe dla prawosławia rosyjskiego. Nie chciał natomiast dokonywać konwersji na prawosławie, uznany został za przywódcę opozycji duchownych w dekanacie bielskim przeciwko  przejściu na prawosławie. Był zdania, że Kościół unicki, ze swoimi pierwotnymi obrzędami i bez naleciałości łacińskich, powinien zostać utrzymany. W 1834, 1837 i w 1838 r. odmawiał złożenia deklaracji gotowości przejścia do Rosyjskiego Kościoła Prawosławnego.
Antoni Sosnowski starał się przekonywać również innych duchownych do przeciwstawiania się konwersji. 27 lipca 1838 r. był w grupie 21 kapłanów, którzy skierowali do cara Mikołaja I prośbę o zgodę na pozostanie przy katolicyzmie. Miesiąc później analogiczne pismo wysłali do dowodzącego korpusem żandarmów Aleksandra Benckendorffa. Wobec braku odpowiedzi w październiku 1838 r. kapłani skierowali do cara, za pośrednictwem Benckendorffa, kolejną skargę. Antoni Sosnowski argumentował, że nie może zostać duchownym prawosławnym, gdyż składał przysięgę na wierność papieżowi. Prawdopodobnie na jego postawę wpływ miały także względy ambicjonalne. Pamiętając, że jego wysiłki na rzecz zmian w Kościele unickim nie zostały docenione, duchowny nie widział dla siebie miejsca w prawosławnej administraturze zarządzanej przez duchownych młodszego pokolenia. W związku z postawą kapłana jesienią 1838 r. Józef Siemaszko wzywał go do stawienia się przed konsystorzem w klasztorze w Żyrowiczach, czego jednak ten nie uczynił, podając jako przyczynę ciężką chorobę. Został wówczas suspendowany. Mimo to nadal służył w cerkwi św. Mikołaja w Kleszczelach, publicznie krytykował prawosławie i nakazywał parafianom, by w razie usunięcia go z Kleszczel nie uczestniczyli w nabożeństwach odprawianych przez jego następcę.
W listopadzie 1838 carskie władze postanowiły zesłać Antoniego Sosnowskiego oraz innego duchownego protestującego przeciwko konwersji na prawosławie, Antoniego Pańkowskiego, do guberni kostromskiej. Duchowny zwrócił się wówczas do oberprokuratora Świątobliwego Synodu Rządzącego z prośbą o wstawiennictwo. W 1838 został przewieziony przez żandarmerię do Białegostoku, gdzie pozostawał w areszcie domowym, mieszkając z najmłodszym synem, uczniem miejscowego gimnazjum. Został przebadany przez lekarza, który stwierdził u niego astmę i orzekł, że Sosnowski nie powinien być zmuszany do wyjazdu w głąb Rosji.
Antoni Sosnowski ostatecznie zgodził się przejść na prawosławie na początku 1839 r., przed 24 lutego, prosząc równocześnie o zgodę na pozostanie w Kleszczelach. Jego prośbę poparł Józef Siemaszko, także oberprokurator Protasow napisał w jego sprawie do cara. Mikołaj I zezwolił na pozostanie duchownego w Kleszczelach, pod warunkiem, że nie sprzeciwią się temu władze duchowne. W czerwcu 1839 r. Sosnowski opuścił areszt domowy, a w roku następnym ponownie mianowano go proboszczem parafii św. Mikołaja w Kleszczelach, która od lutego ubiegłego roku, od synodu połockiego, należała już do prawosławnej eparchii wileńskiej i litewskiej.
Jako proboszcz parafii w Kleszczelach Sosnowski interesował się muzyką ludową, etnografią i medycyną. Swoje zbiory etnograficzne przesłał w 1847 r. do Petersburga. Starał się przeciwdziałać szerzeniu się alkoholizmu i chorób zakaźnych wśród swoich parafian, utworzył przy placówce duszpasterskiej pierwszą na Podlasiu kasę zapomogowo-pożyczkową dla chłopów. Pozostawał proboszczem parafii św. Mikołaja w Kleszczelach do śmierci w 1852 r.; przyczyną zgonu duchownego było zapalenie wątroby. Został pochowany na cmentarzu prawosławnym w Kleszczelach obok zmarłej wcześniej małżonki. W testamencie zapisał, że z radością umiera jako wyznawca prawosławia.

## Rodzina
Antoni Sosnowski miał z żoną Julianną dziewięcioro dzieci, z czego dwie córki (Weronika oraz nieznana z imienia starsza córka) zmarły w dzieciństwie. Nic nie wiadomo o życiu syna Lucjana. Według badań M. Miniakowskiego, syn Arystarch uczestniczył w spiskach niepodległościowych, w wyniku których został skazany na zsyłkę. Według tego samego historyka, potomkiem Antoniego Sosnowskiego był polski szpieg z czasów II wojny światowej, Jerzy Sosnowski. Najstarszy syn duchownego, Justyn Sosnowski, ukończył studia medyczne i praktykował jako lekarz w Petersburgu. Drugi syn, Platon, ukończył Seminarium Główne przy Uniwersytecie Wileńskim i w 1823 został w nim kierownikiem katedry teologii pastoralnej i moralnej. Zmarł przedwcześnie cztery lata później w wieku 28 lat. Młodo, w wieku 32 lat, zmarł również trzeci z kolei Pankracy, który został malarzem. Czwarty syn, Konstanty, zajmował się początkowo malarstwem ikonowym (powierzono mu wykonanie nowych obrazów do niektórych ikonostasów tworzonych podczas kampanii delatynizacji cerkwi podlaskich), następnie został urzędnikiem, zmarł po 1852 r. Kolejny syn, Antoni, był burmistrzem Kleszczel.